# Małgorzata Bernadotte (1899–1977)
Małgorzata Bernadotte (szw. Margaretha Sofia Lovisa Ingeborg; ur. 25 lipca 1899 w Sztokholmie, zm. 4 stycznia 1977 w Faxe) – księżna Danii jako żona Aksela Glücksburga. Była pierwszym dzieckiem Karola Bernadotte oraz jego żony, Ingeborgi Glücksburg.
W 1919 roku wyszła za mąż za księcia Danii, Aksela Glücksburga. Miała z nim dwóch synów – Jerzego (1920-1986) i Flemminga (1922-2002).
Była ciotką Haralda V (króla Norwegii), Józefiny Szarlotty (wielkiej księżnej Luksemburga), Baldwina I (króla Belgów) oraz Alberta II (króla Belgów).

## Życiorys

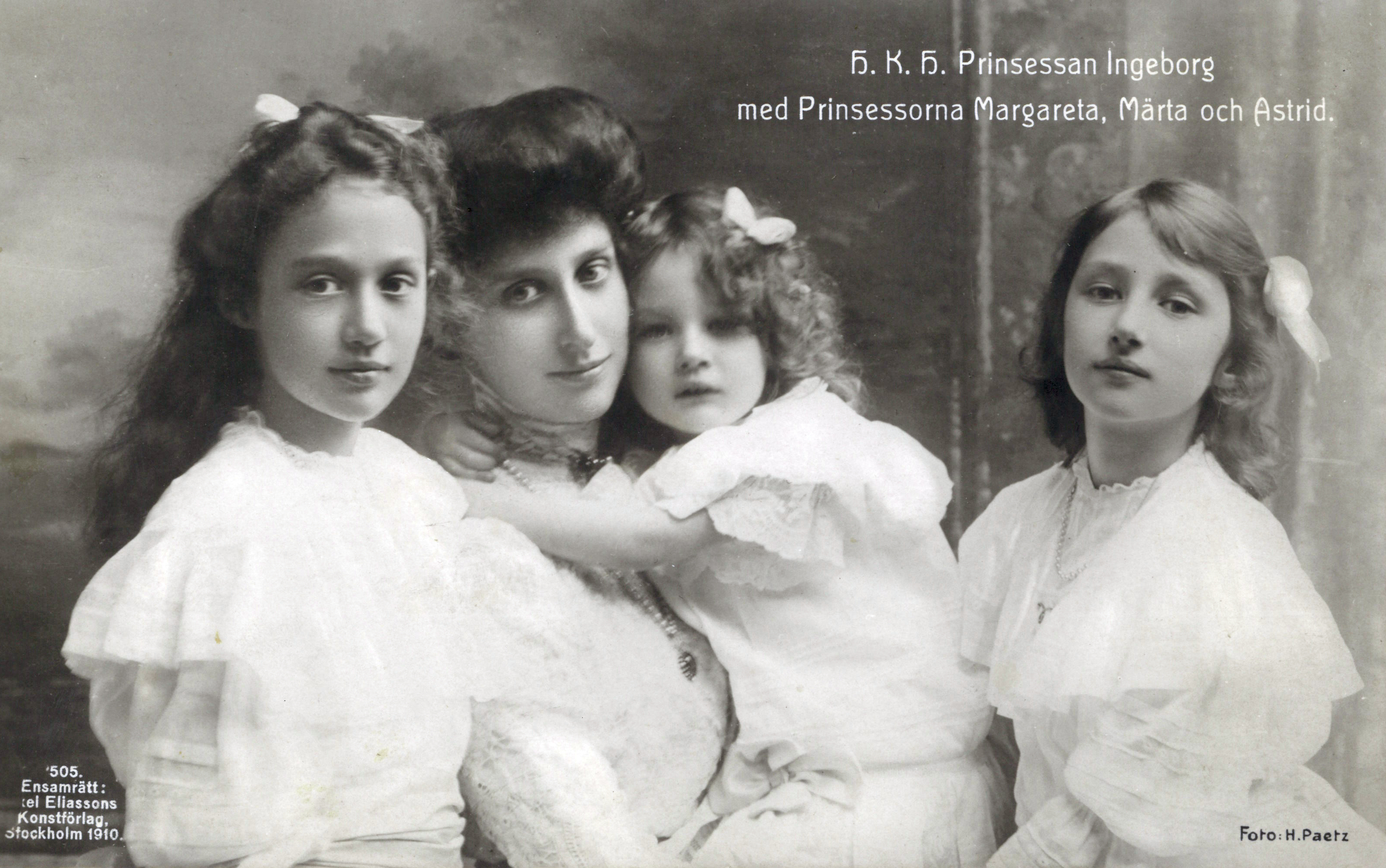
Małgorzata z matką i siostrami – Martą i Astrydą (1910)

Urodziła się 25 lipca 1899 roku na wyspie Djurgården w Sztokholmie jako pierworodne dziecko Karola Bernadotte oraz jego żony, Ingeborgi Glücksburg. Otrzymała imiona Małgorzata Zofia Ludwika Ingeborga (szw. Margaretha Sofia Lovisa Ingeborg). Pierwsze imię nosiła królowa Szwecji, Danii i Norwegii, Małgorzata I. Drugie i trzecie imię otrzymała po swoich babkach Zofii Wilhelminie Nassau i Ludwice Bernadotte. Ostatnie imię, Ingeborga, otrzymała po matce.
Kiedy miała sześć lat, unia pomiędzy Norwegią a Szwecją została zerwana, a norweski parlament zaoferował koronę Norwegii dla ojca Małgorzaty. Ponieważ nie miał on jeszcze wówczas syna, Norwegowie byli zdecydowani zmienić konstytucję, która uczyniłaby Małgorzatę jego następczynią, a więc księżniczką koronną – przyszłą królową Norwegii. Ostatecznie jednak tron norweski objął wuj dziewczynki, który przyjął imię Haakona VII.
22 maja 1919 roku w kościele św. Mikołaja w Sztokholmie wyszła za mąż za księcia Danii, Aksela Glücksburga. Mówiono o nich, że „byli tak zakochani, że nie mogli zostawać sami w umeblowanym pokoju”. Miała z mężem dwóch synów: 
- Jerzy (ur. 16 kwietnia 1920, zm. 29 września 1986). W 1950 roku ożenił się z Anną Bowes-Lyon, bratanicą królowej Wielkiej Brytanii, Elżbiety Bowes-Lyon.
- Flemming (ur. 9 marca 1922, zm. 19 czerwca 2002). W 1949 roku wziął ślub z Ruth Nielsen, z którą miał czworo dzieci Aksela (1950), Birgera (1950), Karola Jana (1952) i Dezyderię (1955).

Po tragicznej wczesnej śmierci swojej siostry, Astrydy, Małgorzata stała się wielkim wsparciem dla swoich belgijskich siostrzeńców, w tym dwóch przyszłych belgijskich monarchów – Baldwina i Alberta. Niedługo później zmarła również jej druga siostra, Marta, przez co Małgorzata zbliżyła się do jej rodziny, w tym do jej jedynego syna – Haralda, późniejszego króla Norwegii. Siostrzeńcy znali ją jako „Tante Ta” (pol. „ciocia Ta”).
Zmarła 4 stycznia 1977 roku w Foxe. 

## Tytulatura
1899-1905: Jej Królewska Wysokość księżniczka Małgorzata ze Szwecji i Norwegii
1905-1919: Jej Królewska Wysokość księżniczka Małgorzata ze Szwecji
1919-1977: Jej Królewska Wysokość księżna Danii

## Odznaczenia
- Order Królewski Serafinów (Szwecja) –1965
- Order Słonia (Dania) –1960

## Genealogia
| Prapradziadkowie                  | Karol XIV Jan (1763-1844) ∞1798 Dezyderia Clary (1777-1860)         | Eugeniusz de Beauharnais (1781-1824) ∞1806 Augusta Amalia Wittelsbach (1788-1851) | Fryderyk Wilhelm Nassau (1768-1816) ∞1788 Ludwika Izabela Kirchberg (1772-1827) | Paweł Wirtemberski (1785-1852) ∞1805 Charlotta z Saksonii-Hildburghausen (1787-1847) | Fryderyk Wilhelm ze Szlezwika-Holsztynu-Sonderburga-Glücksburga (1785-1831) ∞1810 Luiza Karolina z Hesji-Kassel (1789-1867) | Wilhelm Heski (1787-1867) ∞1810 Luiza Charlotta Oldenburg (1789-1864) | Oskar I (1799-1859) ∞1823 Józefina de Beauharnais (1807-1876)       | Fryderyk Holenderski (1797-1881) ∞1825 Ludwika Pruska (1808-1870)   |
| Pradziadkowie                     | Oskar I (1799-1859) ∞1823 Józefina de Beauharnais (1807-1876)       | Oskar I (1799-1859) ∞1823 Józefina de Beauharnais (1807-1876)                     | Wilhelm I (1792-1839) ∞1829 Paulina Fryderyka Wirtemberska (1810-1856)          | Wilhelm I (1792-1839) ∞1829 Paulina Fryderyka Wirtemberska (1810-1856)               | Chrystian IX (1818-1906) ∞1842 Luiza z Hesji-Kassel (1817-1898)                                                             | Chrystian IX (1818-1906) ∞1842 Luiza z Hesji-Kassel (1817-1898)       | Karol XV (1826-1872) ∞1850 Ludwika Orańska (1828-1871)              | Karol XV (1826-1872) ∞1850 Ludwika Orańska (1828-1871)              |
| Dziadkowie                        | Oskar II (1829-1907) ∞1857 Zofia Wilhelmina Nassau (1836-1913)      | Oskar II (1829-1907) ∞1857 Zofia Wilhelmina Nassau (1836-1913)                    | Oskar II (1829-1907) ∞1857 Zofia Wilhelmina Nassau (1836-1913)                  | Oskar II (1829-1907) ∞1857 Zofia Wilhelmina Nassau (1836-1913)                       | Fryderyk VIII (1843-1912) ∞1869 Luiza Bernadotte (1851-1926)                                                                | Fryderyk VIII (1843-1912) ∞1869 Luiza Bernadotte (1851-1926)          | Fryderyk VIII (1843-1912) ∞1869 Luiza Bernadotte (1851-1926)        | Fryderyk VIII (1843-1912) ∞1869 Luiza Bernadotte (1851-1926)        |
| Rodzice                           | Karol Bernadotte (1861-1951) ∞1897 Ingeborga Glücksburg (1878-1958) | Karol Bernadotte (1861-1951) ∞1897 Ingeborga Glücksburg (1878-1958)               | Karol Bernadotte (1861-1951) ∞1897 Ingeborga Glücksburg (1878-1958)             | Karol Bernadotte (1861-1951) ∞1897 Ingeborga Glücksburg (1878-1958)                  | Karol Bernadotte (1861-1951) ∞1897 Ingeborga Glücksburg (1878-1958)                                                         | Karol Bernadotte (1861-1951) ∞1897 Ingeborga Glücksburg (1878-1958)   | Karol Bernadotte (1861-1951) ∞1897 Ingeborga Glücksburg (1878-1958) | Karol Bernadotte (1861-1951) ∞1897 Ingeborga Glücksburg (1878-1958) |
| Małgorzata Bernadotte (1899-1977) |                                                                     |                                                                                   |                                                                                 |                                                                                      | |                                                                       |                                                                     |                                                                     |